# Jabal Buta
Jabal Buta är ett berg i Förenade Arabemiraten.   Det ligger i emiratet Fujairah, i den nordöstra delen av landet, 200 kilometer öster om huvudstaden Abu Dhabi. Toppen på Jabal Buta är 644 meter över havet.
Terrängen runt Jabal Buta är huvudsakligen kuperad, men österut är den platt. Närmaste större samhälle är Fujairah, 11,5 kilometer öster om Jabal Buta.
Trakten runt Jabal Buta är ofruktbar med lite eller ingen växtlighet.  Trakten runt Jabal Buta är ganska tätbefolkad, med 52 invånare per kvadratkilometer.